# 利奧維吉爾德
利奧維吉爾德（Leovigildo，568–586年期間在位），西哥德王國國王，征服拜占庭人和西班牙北部，但沒有獲得宗教的統一。
他派兒子 Hermenegildo 為巴埃蒂加統治者，後來舉兵叛亂。另一個兒子繼承西哥德王位，即為雷卡雷德一世。